# Piletocera albicilialis
Piletocera albicilialis is een vlinder uit de familie van de grasmotten (Crambidae). De wetenschappelijke naam van deze soort is voor het eerst voorgesteld als door George Francis Hampson in een publicatie uit 1907.
De soort komt voor in Nicaragua en Brazilië.